# Busard de Buffon
Circus buffoni
Pour les articles homonymes, voir Busard.
Espèce
Statut de conservation UICN

 LC  : Préoccupation mineure
Statut CITES
Le Busard de Buffon (Circus buffoni) est une espèce de rapaces diurnes de la famille des Accipitridae vivant en Amérique du Sud.